# Брекхус, Сесилия
Сесилия Брекхус ((исп. Cecilia Brækhus); род. 28 сентября 1981, Картахена, Колумбия) — норвежская спортсменка, боксёр и кикбоксер. Чемпионка мира по профессиональному боксу в полусредней весовой категории (WBC, 2009—2020; WBA, 2009—2020; WBO, 2010—2020; IBF, 2014—2020). Первая женщина, объединившая все 4 основных титула. «Боксёр года» среди женщин по версии BWAA (2017).
Чемпионка Европы WAKO (2002) и чемпионка мира WAKO (2003) по кикбоксингу в разделе семи-контакт.
Серебряный призёр чемпионата мира (2005), чемпионка Европы (2005), серебряный призёр чемпионата Европы (2004), чемпионка Норвегии (2005, 2006) по боксу среди любителей.

## Биография
Родилась 28 сентября 1981 года в Картахене, Колумбия. Когда Сесилии было 2 года, её удочерила пара из Норвегии. Росла в Бергене.

## Кикбоксинг
Начала заниматься кикбоксингом в 14 лет.
В 2002 году стала чемпионкой Европы WAKO в семи-контакте в весовой категории до 65 кг. В 2003 году стала чемпионкой мира WAKO в семи-контакте в весовой категории до 65 кг.

## Любительский бокс

### Чемпионат Европы 2004
Выступала в 1-й полусредней весовой категории (до 63 кг). В 1/8 финала победила итальянку Мануэлу Марченаро. В четвертьфинале победила польку Изабелу Цесляк. В полуфинале победила россиянку Марию Карлову. В финале проиграла датчанке Винни Сковгор.

### Чемпионат Норвегии 2005
Выступала в средней весовой категории (до 75 кг). В финале победила Ингьерд Камиллу Скогмо.

### Чемпионат Европы 2005
Выступала в 1-й полусредней весовой категории (до 63 кг). В четвертьфинале победила нидерландку Мэнди Лёниссен. В полуфинале победила румынку Ларису Поп. В финале победила россиянку Юлию Немцову.

### Чемпионат мира 2005
Выступала в 1-й полусредней весовой категории (до 63 кг). В 1/8 финала победила турчанку Элиф Ислак. В четвертьфинале победила ирландку Аланну Мёрфи. В полуфинале победила датчанку Винни Сковгор. В финале проиграла россиянке Юлии Немцовой.

### Чемпионат Норвегии 2006
Выступала в 1-й полусредней весовой категории (до 66 кг). В финале победила Вибеке Эуне.
В общей сложности провела на любительском ринге 80 боёв. Одержала 75 побед и потерпела 5 поражений.

## Профессиональный бокс
В 2007 году подписала контракт с промоутерской компанией «Sauerland Events». Начала тренироваться у Улли Вегнера.
Дебютировала на профессиональном ринге 20 января 2007 года. Одержала победу по очкам.

### Чемпионский бой с Винни Сковгор
14 марта 2009 года встретилась с не имеющей поражений датчанкой Винни Сковгор. На кону стояли вакантные титулы чемпионки мира в полусреднем весе по версиям WBC и WBA. Победила по очкам.
30 мая 2009 года победила американку Эми Юратовач.
12 сентября 2009 года победила итальянку Люсию Морелли.
15 мая 2010 года встретилась с американкой Викторией Сиснерос. Помимо титулов WBC и WBA, на кону также стоял вакантный титул WBO. Брекхус победила по очкам.
30 октября 2010 года нокаутировала в 7-м раунде шведку Микаэлу Лорен.
20 ноября 2010 года нокаутировала в 3-м раунде венгерку Еву Бажич.
2 апреля 2011 года победила американку Джилл Эмери.
7 мая 2011 года победила экс-чемпионку мира во 2-м полулёгком весе американку Шевелл Халлбэк.
3 декабря 2011 года нокаутировала в 10-м раунде американку Куулеи Купихеа.
2 июня 2012 года победила немку Джессика Балогун.
22 сентября 2012 года победила экс-чемпионку мира в двух весовых категориях француженку Анну Софи Матис.
13 апреля 2013 года нокаутировала в 3-м раунде экс-чемпионку мира в 1-м среднем весе американку Мию Сент-Джон.
7 сентября 2013 года нокаутировала в 9-м раунде экс-чемпионку мира в 1-м среднем весе не имеющую поражений доминиканку Оксандию Кастильо.
Тренировалась с Отто Рамином.
1 февраля 2014 года победила экс-чемпионку мира в 1-м полусреднем весе француженку Мириам Ламар.
7 июня 2014 года во второй раз встретилась с Джессикой Балогун. Победила по очкам.

### Объединительный бой с Иваной Хабазин
13 сентября 2014 года встретилась с чемпионкой мира в полусреднем весе по версии IBF хорваткой Иваной Хабазин. Победила по очкам. Брекхус стала первой женщиной, объединившей все 4 основных титула.
29 ноября 2014 года победила экс-чемпионку мира в 1-м среднем весе немку Дженнифер Рецке.
В декабре 2014 года в Норвегии был снят запрет на профессиональный бокс, который действовал с 1982 года.
В апреле 2015 года прекратила сотрудничество с промоутерской компанией «Sauerland Events» и подписала контракт с «К2 Promotions».
27 февраля 2016 года победила бывшую претендентку на титул чемпики мира в 1-м полусреднем весе уругвайку Крис Намус.
1 октября 2016 года во второй раз встретилась с француженкой Анной Софи Матис. Нокаутировала соперницу во 2-м раунде. Это был первый вечер профессионального бокса на территории Норвегии с 1980 года.
24 февраля 2017 года победила шведку Клару Свенссон.
9 июня 2017 года победила экс-чемпионку мира в двух весовых категориях аргентинку Эрику Фариас.
21 октября 2017 года во второй раз встретилась со шведкой Микаэлой Лорен. Нокаутировала соперницу в 6-м раунде.
Признана «Боксёром года» среди женщин по версии BWAA (2017).
5 мая 2018 года победила экс-чемпионку мира в среднем весе американку Кали Реис.
21 июля 2018 года победила не имеющую поражений россиянку Инну Сагайдаковскую.
8 декабря 2018 года победила бывшую претендентку на титул чемпионки мира в 1-м полусреднем весе американку Александру Магдзиак Лопес.
В августе 2019 года стала тренироваться у Абеля Санчеса.
В октябре 2019 года подписала контракт с промоутерской компанией «Matchroom Sport».
30 ноября 2019 года победила экс-чемпионку мира в лёгком весе аргентинку Викторию Бустос.

### Поражение от Джессики Маккаскилл
15 августа 2020 года проиграла по очкам американке Джессике Маккаскилл и потеряла титулы в полусреднем весе. Это поражение стао первым в карьере Брекхус.

### Второй бой с Джессикой Маккаскилл
13 марта 2021 года состоялся матч-реванш. Поединок снова продлился все 10 раундов. Маккаскилл победила единогласным решением судей.
17 декабря 2022 года победила по очкам бывшую претендентку на титул чемпионки мира в двух весовых категориях аргентинку Марису Хоану Портильо.

### Чемпионский бой с Терри Харпер
7 октября 2023 года встретилась с чемпионкой мира в 1-м среднем весе по версии WBA британкой Терри Харпер. На кону также стоял вакантный титул WBO. Поединок завершился вничью.

### Чемпионский бой с Мариселой Корнехо
10 августа 2024 года встретилась с американкой Мариселой Корнехо в бою за титул временной чемпионки мира в 1-м среднем весе по версии WBC. Победила по очкам.

## Статистика боёв
В таблице перечислены результаты всех поединков боксёров.
В каждой строке указан результат поединка. Дополнительно номер поединка обозначен цветом, который обозначает итог поединка. Расшифровка обозначений и цветов представлена в нижеследующей таблице.
| Пример | Расшифровка                     |
| ------ | ------------------------------- |
|        | Победа                          |
|        | Ничья                           |
|        | Поражение                       |
|        | Планируемый поединок            |
|        | Поединок признан несостоявшимся |
| КО     | Нокаут                          |
| ТКО    | Технический нокаут              |
| PTS    | Решение судей (по очкам)        |
| UD     | Единогласное решение судей      |
| MD     | Решение большинства судей       |
| SD     | Раздельное решение судей        |
| RTD    | Отказ от продолжения боя        |
| DQ     | Дисквалификация                 |
| NC     | Поединок признан несостоявшимся |

| Бой | Дата             | Соперник                           | Место проведения                                                                | Результат  | Примечание |
| --- | ---------------- | ---------------------------------- | ------------------------------------------------------------------------------- | ---------- | --- |
| 41  | 10 августа 2024  | Марисела Корнехо (19-6)            | Mandalay Bay Hotel & Casino, Mandalay Bay Events Center, Лас-Вегас, Невада, США | UD10 (10)  | Завоевала титул временной чемпионки мира в 1-м среднем весе по версии WBC. |
| 40  | 7 октября 2023   | Терри Харпер (14-1-1)              | Sheffield Arena, Шеффилд, Англия, Великобритания                                | MD10 (10)  | Бой за титул чемпионки мира в 1-м среднем весе по версиям WBA (2-я защита Харпер) и WBO (вакантный). Счёт: 93-97 и 95-95 (дважды). |
| 39  | 17 декабря 2022  | Мариса Хоана Портильо (19-15-3)    | Commerce Casino, Коммерс, Калифорния, США                                       | UD6 (6)    | Счёт: 60-54 (все). |
| 38  | 13 марта 2021    | Джессика Маккаскилл (9-2)          | Американ Эйрлайнс-центр, Даллас, Техас, США                                     | UD10 (10)  | Чемпионка мира в полусреднем весе по версиям WBC (1-я защита Маккаскилл), WBA (1-я защита Маккаскилл), WBO (1-я защита Маккаскилл), IBF (1-я защита Маккаскилл), IBO (1-я защита Маккаскилл) и The Ring (вакантный титул). Счёт: 91-98, 90-99, 89-100. |
| 37  | 15 августа 2020  | Джессика Маккаскилл (8-2)          | Талса, Оклахома, США                                                            | MD10 (10)  | Чемпионка мира в полусреднем весе по версиям WBC (25-я защита Брекхус), WBA (24-я защита Брекхус), WBO (23-я защита Брекхус), IBF (11-я защита Брекхус) и IBO (10-я защита Брекхус). Счёт: 95-95, 94-97, 93-97.                                        |
| 36  | 30 ноября 2019   | Виктория Бустос (19-5)             | Casino de Monte Carlo Salle Medecin, Монте-Карло, Монако                        | UD10 (10)  | Чемпионка мира в полусреднем весе по версиям WBC (24-я защита Брекхус), WBA (23-я защита Брекхус), WBO (22-я защита Брекхус), IBF (10-я защита Брекхус) и IBO (9-я защита Брекхус). Счёт: 99-91 и 98-92 (дважды).                                      |
| 35  | 8 декабря 2018   | Александра Магдзиак Лопес (18-4-3) | Стабхаб Сентер, Карсон, Калифорния, США                                         | UD10 (10)  | Чемпионка мира в полусреднем весе по версиям WBC (23-я защита Брекхус), WBA (22-я защита Брекхус), WBO (21-я защита Брекхус), IBF (9-я защита Брекхус) и IBO (8-я защита Брекхус). Счёт: 99-91 и 100-90 (дважды).                                      |
| 34  | 21 июля 2018     | Инна Сагайдаковская (7-0-0)        | СК «Олимпийский», Москва, Россия                                                | UD10 (10)  | Чемпионка мира в полусреднем весе по версиям WBC (22-я защита Брекхус), WBA (21-я защита Брекхус), WBO (20-я защита Брекхус), IBF (8-я защита Брекхус) и IBO (7-я защита Брекхус). Счёт: 97-93 и 98-92 (дважды).                                       |
| 33  | 5 мая 2018       | Кали Реис (13-6-1)                 | Стабхаб Сентер, Карсон, Калифорния, США                                         | UD10 (10)  | Чемпионка мира в полусреднем весе по версиям WBC (21-я защита Брекхус), WBA (20-я защита Брекхус), WBO (19-я защита Брекхус), IBF (7-я защита Брекхус) и IBO (6-я защита Брекхус). Брекхус в нокдауне в 7-м раунде. Счёт: 97-92 и 96-93 (дважды).      |
| 32  | 21 октября 2017  | Микаэла Лорен (29-4-0)             | Oslofjord Convention Center, Стокке, Норвегия                                   | TKO6 (10)  | Чемпионка мира в полусреднем весе по версиям WBC (20-я защита Брекхус), WBA (19-я защита Брекхус), WBO (18-я защита Брекхус), IBF (6-я защита Брекхус) и IBO (5-я защита Брекхус).                                                                     |
| 31  | 9 июня 2017      | Эрика Фариас (24-1-0)              | Bergenhus Fortress, Берген, Норвегия                                            | UD10 (10)  | Чемпионка мира в полусреднем весе по версиям WBC (19-я защита Брекхус), WBA (18-я защита Брекхус), WBO (17-я защита Брекхус), IBF (5-я защита Брекхус) и IBO (4-я защита Брекхус). Счёт: 98-92 и 99-91 (дважды).                                       |
| 30  | 24 февраля 2017  | Клара Свенссон (17-1-0)            | The Spectrum, Осло, Норвегия                                                    | UD10 (10)  | Чемпионка мира в полусреднем весе по версиям WBC (18-я защита Брекхус), WBA (17-я защита Брекхус), WBO (16-я защита Брекхус), IBF (4-я защита Брекхус) и IBO (3-я защита Брекхус). Счёт: 100-90 и 99-91 (дважды).                                      |
| 29  | 1 октября 2016   | Анна Софи Матис (27-3-1)           | The Spectrum, Осло, Норвегия                                                    | TKO2 (10)  | Чемпионка мира в полусреднем весе по версиям WBC (17-я защита Брекхус), WBA (16-я защита Брекхус), WBO (15-я защита Брекхус), IBF (3-я защита Брекхус) и IBO (2-я защита Брекхус).                                                                     |
| 28  | 27 февраля 2016  | Крис Намус (21-3-0)                | Gerry Weber Stadion, Халле, Германия                                            | UD10 (10)  | Чемпионка мира в полусреднем весе по версиям WBC (16-я защита Брекхус), WBA (15-я защита Брекхус), WBO (14-я защита Брекхус), IBF (2-я защита Брекхус) и IBO (1-я защита Брекхус). Счёт: 100-90 (все).                                                 |
| 27  | 29 ноября 2014   | Дженнифер Рецке (15-1-1)           | Falconer Centeret, Фредериксберг, Дания                                         | UD10 (10)  | Чемпионка мира в полусреднем весе по версиям WBC (15-я защита Брекхус), WBA (14-я защита Брекхус), WBO (13-я защита Брекхус) и IBF (1-я защита Брекхус). Счёт: 98-92 и 100-90 (дважды).                                                                |
| 26  | 13 сентября 2014 | Ивана Хабазин (13-1-0)             | TAP1, Копенгаген, Дания                                                         | UD10 (10)  | Чемпионка мира в полусреднем весе по версиям WBC (14-я защита Брекхус), WBA (13-я защита Брекхус), WBO (12-я защита Брекхус) и IBF (1-я защита Хабазин). Счёт: 100-90 (все).                                                                           |
| 25  | 7 июня 2014      | Джессика Балогун (24-3-0)          | Sport and Congress Center, Шверин, Германия                                     | UD10 (10)  | Чемпионка мира в полусреднем весе по версиям WBC (13-я защита Брекхус), WBA (12-я защита Брекхус) и WBO (11-я защита Брекхус). Счёт: 100-90, 98-92, 99-91.                                                                                             |
| 24  | 1 февраля 2014   | Мириам Ламар (22-3-0)              | Arena Nord, Фредериксхавн, Дания                                                | UD10 (10)  | Чемпионка мира в полусреднем весе по версиям WBC (12-я защита Брекхус), WBA (11-я защита Брекхус) и WBO (10-я защита Брекхус). Счёт: 100-90 и 100-89 (дважды).                                                                                         |
| 23  | 7 сентября 2013  | Оксандия Кастильо (12-0-2)         | Arena Nord, Фредериксхавн, Дания                                                | TKO9 (10)  | Чемпионка мира в полусреднем весе по версиям WBC (11-я защита Брекхус), WBA (10-я защита Брекхус) и WBO (9-я защита Брекхус). |
| 22  | 13 апреля 2013   | Миа Сент-Джон (47-12-2)            | Arena Nord, Фредериксхавн, Дания                                                | TKO3 (10)  | Чемпионка мира в полусреднем весе по версиям WBC (10-я защита Брекхус), WBA (9-я защита Брекхус) и WBO (8-я защита Брекхус). |
| 21  | 22 сентября 2012 | Анна Софи Матис (26-2-0)           | Arena Nord, Фредериксхавн, Дания                                                | UD10 (10)  | Чемпионка мира в полусреднем весе по версиям WBC (9-я защита Брекхус), WBA (8-я защита Брекхус) и WBO (7-я защита Брекхус). Счёт: 97-93 (все). |
| 20  | 2 июня 2012      | Джессика Балогун (22-1-0)          | MCH Messecenter Herning, Хернинг, Дания                                         | UD10 (10)  | Чемпионка мира в полусреднем весе по версиям WBC (8-я защита Брекхус), WBA (7-я защита Брекхус) и WBO (6-я защита Брекхус). Счёт: 99-92 и 97-93 (дважды).                                                                                              |
| 19  | 3 декабря 2011   | Куулеи Купихеа (7-1-0)             | Хартвалл Арена, Хельсинки, Финляндия                                            | TKO10 (10) | Чемпионка мира в полусреднем весе по версиям WBC (7-я защита Брекхус), WBA (6-я защита Брекхус) и WBO (5-я защита Брекхус). |
| 18  | 7 мая 2011       | Шевелл Халлбэк (28-6-2)            | Koncerthuset, Копенгаген, Дания                                                 | UD10 (10)  | Чемпионка мира в полусреднем весе по версиям WBC (6-я защита Брекхус), WBA (5-я защита Брекхус) и WBO (4-я защита Брекхус). Счёт: 97-93 и 98-92 (дважды).                                                                                              |
| 17  | 2 апреля 2011    | Джилл Эмери (10-4-0)               | MCH Messecenter Herning, Хернинг, Дания                                         | UD10 (10)  | Чемпионка мира в полусреднем весе по версиям WBC (5-я защита Брекхус), WBA (4-я защита Брекхус) и WBO (3-я защита Брекхус). Счёт: 99-91 и 98-92 (дважды).                                                                                              |
| 16  | 20 ноября 2010   | Ева Бажич (6-2-0)                  | MCH Messecenter Herning, Хернинг, Дания                                         | KO3 (10)   | Чемпионка мира в полусреднем весе по версиям WBC (4-я защита Брекхус) и WBO (2-я защита Брекхус). Счёт: 100-90 (все). |
| 15  | 30 октября 2010  | Микаэла Лорен (6-0-0)              | StadtHalle, Росток, Германия                                                    | TKO7 (10)  | Чемпионка мира в полусреднем весе по версиям WBC (3-я защита Брекхус), WBA (3-я защита Брекхус) и WBO (1-я защита Брекхус). Счёт: 100-90 (все). |
| 14  | 15 мая 2010      | Виктория Сиснерос (5-8-2)          | MCH Messecenter Herning, Хернинг, Дания                                         | UD10 (10)  | Чемпионка мира в полусреднем весе по версиям WBC (2-я защита Брекхус), WBA (2-я защита Брекхус) и WBO (вакантный титул). Счёт: 100-90 (все). |
| 13  | 12 сентября 2009 | Люсия Морелли (12-0-0)             | MCH Messecenter Herning, Хернинг, Дания                                         | UD10 (10)  | Чемпионка мира в полусреднем весе по версиям WBC (2-я защита Брекхус) и WBA (2-я защита Брекхус). Счёт: 99-92, 97-93, 98-92. |
| 12  | 30 мая 2009      | Эми Юратовач (6-2-0)               | Хартвалл Арена, Хельсинки, Финляндия                                            | UD10 (10)  | Чемпионка мира в полусреднем весе по версиям WBC (1-я защита Брекхус) и WBA (1-я защита Брекхус). Счёт: 98-92 (все). |
| 11  | 14 марта 2009    | Винни Сковгор (7-0-0)              | Sparkassen-Arena, Киль, Германия                                                | UD10 (10)  | Вакантные титулы чемпионки мира в полусреднем весе по версиям WBC и WBA. Счёт: 98-92 и 96-94 (дважды). |
| 10  | 25 октября 2008  | Борислава Горанова (4-24-1)        | Weser-Ems Halle, Ольденбург, Германия                                           | UD8 (8)    | Горанова в нокдауне во 2-м и 7-м раундах. Счёт: 80-71 и 80-70 (дважды). |
| 9   | 20 сентября 2008 | Кимберли Харрис (5-11-0)           | Seidensticker Halle, Билефельд, Германия                                        | UD8 (8)    | Счёт: 80-73 и 80-72 (дважды). |
| 8   | 21 июня 2008     | Николь Вудс (4-2-0)                | Seminole Hard Rock Hotel and Casino, Холливуд, Флорида, США                     | UD6 (6)    | Счёт: 59-55 и 60-54 (дважды). |
| 7   | 17 мая 2008      | Аделита Иризарри (4-1-0)           | Oberfrankenhalle, Байройт, Германия                                             | UD6 (6)    | Иризарри в нокдауне в 6-м раунде. Счёт: 60-53, 60-54, 59-54. |
| 6   | 29 марта 2008    | Татьяна Дикманн (1-2-0)            | Sparkassen-Arena, Киль, Германия                                                | UD6 (6)    | Счёт: 60-54 и 60-53 (дважды). |
| 5   | 26 января 2008   | Ванда Пена Осуна (4-2-0)           | Темподром, Берлин, Германия                                                     | TKO4 (4)   | |
| 4   | 23 июня 2007     | Борислава Горанова (3-18-1)        | Stadthalle, Цвиккау, Германия                                                   | UD6 (6)    | |
| 3   | 26 мая 2007      | Ольга Бояре (1-4-1)                | Jako-Arena, Бамберг, Германия                                                   | UD4 (4)    | Счёт: 40-36 (все). |
| 2   | 17 февраля 2007  | Яна Латова (1-1-0)                 | Complexe Sportif, Эвере, Бельгия                                                | KO2 (4)    | |
| 1   | 20 января 2007   | Ксения Копрек (0-1-0)              | St. Jakobshalle, Базель, Швейцария                                              | UD4 (4)    | Счёт: 40-36 (все). |
| Бой | Дата             | Соперник                           | Место проведения                                                                | Результат  | Примечание |

## Титулы и достижения

### Кикбоксинг
- 2002  Чемпионка Европы WAKO в семи-контакте в весовой категории до 65 кг.
- 2003  Чемпионка мира WAKO в семи-контакте в весовой категории до 65 кг.

### Любительский бокс
- 2004  Серебряный призёр чемпионата Европы в 1-м полусреднем весе (до 63 кг).
- 2005  Чемпионка Норвегии в среднем весе (до 75 кг).
- 2005  Чемпионка Европы в 1-м полусреднем весе (до 63 кг).
- 2005  Серебряный призёр чемпионата мира в 1-м полусреднем весе (до 63 кг).
- 2006  Чемпионка Норвегии в 1-м полусреднем весе (до 66 кг).

### Профессиональный бокс

#### Второстепенные
- Чемпионка мира в полусреднем весе по версии IBO (2016—2020).
- Временная чемпионка мира в 1-м среднем весе по версии WBC (2024—н. в.).

#### Мировые
- Чемпионка мира в полусреднем весе по версии WBC (2009—2020).
- Чемпионка мира в полусреднем весе по версии WBA (2009—2020).
- Чемпионка мира в полусреднем весе по версии WBO (2010—2020).
- Чемпионка мира в полусреднем весе по версии IBF (2014—2020).

#### Прочие
- «Боксёр года» среди женщин по версии BWAA (2017).